# 1320
1320 (MCCCXX) fue un año bisiesto comenzado en martes del calendario juliano.

## Acontecimientos
- 6 de abril: en la abadía de Arbroath (Escocia), los escoceses vuelven a independizarse de Inglaterra mediante la Declaración de Arbroath.
- En Santiago de Compostela (Galicia), los soldados del arzobispo Berenguel de Landoria conquistan la ciudad y asesinan a los insurrectos.

## Nacimientos
- Pedro I de Portugal, rey.
- John Hawkwood, condotiero.

## Fallecimientos
- Yunus Emre, poeta turco.